# CoreWeave
 (juillet 2025).
CoreWeave, Inc. est une startup américaine de cloud computing, axée sur le calcul haute performance, créée en 2017 pour le minage de cryptomonnaies, puis spécialisée dans la création d'infrastructures de traitement graphique (GPU) basées sur le cloud, pour les développeurs d'intelligence artificielle et aux entreprises,,,. Elle développe aussi son propre logiciel de gestion de puces.
Basée à Livingston dans le New Jersey, son nom pourrait se traduire littéralement par « Noyau de tissage ».
CoreWeave possède ses propres centres de données, opérant aux États-Unis et en Europe ; certains sont dédiés à plusieurs entreprises, et d'autres à un seul client. Son plus gros centre de données de supercalculateur, de 1,6 milliard de dollars environ, situé à Plano, au Texas, est dédié à Nvidia (qui le présente comme étant le supercalculateur d'IA le plus rapide au monde).

## Histoire

### 2017–2021
La société a été fondée en 2017, dans le New Jersey, par trois spéculateurs négociants en matières premières : Michael Intrator, Brian Venturo et Brannin McBee,, ainsi que par Peter Salanki. Initialement connue sous le nom d'Atlantic Crypto, elle fonctionnait initialement comme une société spéculative de minage de de crypto-monnaie exploitant l'ethereum à l'aide d'unités de traitement graphique.
À la suite du krach des cryptomonnaies de 2018, la société s'est rebaptisée CoreWeave en 2019, et a recyclé son vaste stock de GPU en infrastructure de cloud computing loué à des entreprises,,.

### 2022–2023
En 2022, CoreWeave exploitait trois centres de données, tous basés aux États-Unis ; à l'été 2022, la société investit massivement dans les puces H100 les plus récentes et les plus rapides de Nvidia, dépensant environ 100 millions de dollars pour ces achats, puis elle lancé un programme d'accélération commerciale, en octobre 2022, en offrant aux startups « des crédits de calcul, en plus de remises et d'autres ressources matérielles sur le cloud CoreWeave ». Ce développement coincide avec une forte hausse de la demande du marché pour le traitement de l'IA (en 2022 et 2023) ; CoreWeave, qui avait un accès unique aux GPU Nvidia, a alors vu son activité bondir. Avec la signature de clients tels que Stability AI, CoreWeave continué d'acheter des puces et de construire de nouveaux centres de données : ses techniciens de centres de données ont installé 6 000 miles de câblage à fibre optique en 2023. En avril 2023, Nvidia a investi 100 millions de dollars dans CoreWeave, dont la valeur est alors évaluée à environ 2 milliards de dollars (mai 2023). En août 2023, CoreWeave obtient un financement par emprunt de 2,3 milliards de dollars mené par Magnetar Capital et Blackstone, en utilisant ses GPU H100 de Nvidia comme garantie (c'est la première fois que du matériel de type H100 est utilisé comme garantie), ce qui a attiré l'attention de la presse économique,.

### 2024–2025
La société lève 1,1 milliard de dollars de financement (avec Coatue Management en mai 2024), se valorisant à 19 milliards de dollars,. Selon un rapport de Bloomberg News d'octobre 2024, Cisco était également sur le point d'investir dans CoreWeave, valorisant l'entreprise à 23 milliards de dollars. Toujours en octobre 2024, CoreWeave annonce avoir obtenu un prêt de 650 millions $ pour étendre ses opérations et ses centres de données. Goldman Sachs, JPMorgan Chase et Morgan Stanley ont été parmi ceux qui ont poussé ce financement,.
La société avait dit vouloir investir 978,6 millions de dollars dans des centres de données au Royaume-Uni avant 2024. En juin 2024, CoreWeave a proposé d'acheter Core Scientific, (qui vendait des capacités de calcul haute performance (CHP) pour 1 $ milliard, sans y réussir,. En novembre 2024, selon Tom's Hardware, CoreWeave était parmi les premiers fournisseurs de services cloud à recevoir le nouveau matériel Blackwell de Nvidia.
En novembre 2024, des détenteurs d'actions CoreWeave ont clôturé une transaction de 650 $ millions de « vente secondaire d'actions » achetée par des investisseurs tels que Jane Street, Magnetar Capital, Fidelity Management et Macquarie Capital. Selon Bloomberg (novembre 2024), CoreWeave prévoyait une introduction en bourse en 2025 et avait choisi Morgan Stanley, Goldman Sachs et JP Morgan Chase pour la gérer ; CoreWeave a déposé son formulaire S-1 en mars 2025 et prévoyait de s'inscrire au Nasdaq sous le symbole « CRWV » ; selon ce dossier, Microsoft représentait plus de 60% du chiffre d'affaires de CoreWeave en 2024.
En février 2025, CoreWeave est présenté comme le premier fournisseur de cloud à rendre les puces Nvidia GB200 NVL72 disponibles via le cloud computing. IBM annonce qu'il utilisera les clusters GB200 pour former son IA Granite ; et en mars 2025, CoreWeave annoncé acheter le développeur de plateformes d'IA Weights & Biases (pour environ 1,7 milliard de dollars), et en mars également, OpenAI signe un contrat de cloud computing de cinq ans d'une valeur d'environ 12 milliards avec CoreWeave pour ses besoins en infrastructure d'IA.; OpenAI acquiert au passage une participation dans CoreWeave via un placement privé de 350 $ millions d'actions lors de l'introduction en bourse ; CoreWeave réduit la taille de son introduction en bourse de 2,7 milliards de dollars à 1,5 milliard de dollars le 27 mars 2025 et entre en bourse le 28 mars 2025, levant 1,5 milliard de dollars (c'est alors la plus grande cotation liée à l'IA jamais levée en terme de montant selon Dealogic.
Après avoir précédemment rejeté l'offre de rachat de CoreWeave, Core Scientific change d'avis et accepte (en juillet 2025) d'être racheté pour 9 $ milliard. CoreWeave prévoit que l'acquisition permettrait d'éviter 10 milliards d'obligations de location futures.

## Personnes clés et employés
La société comptait en 2024 environ 550 employés. Michael Intrator est le directeur général de la société, tandis que les autres cofondateurs, Brian Venturo et Brannin McBee sont respectivement directeur de la stratégie et directeur du développement. Le cofondateur Peter Salanki est directeur technique. En 2024, Nitin Agrawal quitte Google et rejoint l'entreprise comme directeur financier. Chetan Kapoor d'Amazon Web Services est devenu directeur des produits en juin 2024. En août 2024, Sachin Jain, ancien membre du département IA d'Oracle, a été embauché au poste de directeur de l'exploitation. Simultanément, Chen Goldberg, ancien de Google, a été embauché comme vice-président senior de l'ingénierie. En octobre 2024, Michelle O'Rourke devient directrice des ressources humaines et en février 2025, Glenn Hutchins a est nommé administrateur principal indépendant.

## Plateforme et logiciel cloud
La plateforme cloud Coreweave est construite sur une architecture native Kubernetes, dédiée à la prise en charge de tâches à grande échelle et gourmandes en GPU. L'infrastructure basée sur le cloud de CoreWeave est spécialement conçue pour le l'utilisation de l'IA, par exemple pour des développeurs créant des applications d'IA. Son logiciel Mission Control permet aux clients de contrôler et de vérifier les performances des composants matériels qu'ils utilisent. L'entreprise propose ses propres services logiciels spécifiquement conçus pour l'entraînement, le réglage fin et le déploiement rapide de modèles d'IA à grande échelle.

## Centres de données
CoreWeave possède ses propres centres de données, aux États-Unis et en Europe, soit en 2025, 32 centres de données, abritant environ 250 000 GPU au total (à comparer aux 13 centres de données aux États-Unis et deux au Royaume-Uni en 2024),. CoreWeave a ouvert un siège social à Londres en 2024 et deux centres de données au Royaume-Uni, tout en signé un bail pour construire un centre de données de 1,2 milliard de dollars dans un espace de 280 000 pieds carrés au Northeast Science and Technology Center à Kenilworth, dans le New Jersey,.
Certains de ces centres de données sont loués à plusieurs entreprises, et d’autres à un seul client, ou temporairement pour des projets spéciaux. Le supercalculateur de 1,6 milliard de dollars conçu pour Nvidia à Plano, au Texas, présenté en septembre 2023, par Nvidia et CoreWeave comme le supercalculateur d'IA le plus rapide au monde, s'étend sur environ 450 000 pieds carrés et utilise plus de 3 500 H100.
CoreWeave loue aussi des capacités de calcul haute performance (HPC) à Core Scientific,.
En décembre 2024, la startup canadienne d'IA Cohere a annoncé un projet de centre de données de plusieurs milliards de dollars construit et exploité par CoreWeave ; CoreWeave a annoncé en janvier 2025 que ses deux nouveaux data centers au Royaume-Uni, équipés de GPU Nvidia Hopper (Nvidia H200) étaient opérationnels (bien leur développement n'ait été lancé qu'en 2024). Soixante-dix-sept pour cent du chiffre d'affaires de 2024 provient des deux principaux clients de CoreWeave (Microsoft représentant à lui seul 62 % de ce chiffre).
En décembre 2024, Dell et CoreWeave ont commencé à s'associer sur l'infrastructure. En 2025, CoreWeave et Microsoft ont investi dans le lancement d'AI Hub dans le New Jersey, un projet de la New Jersey Economic Development Authority et de l'université de Princeton.

## Risques et faiblesses
Si CoreWeave est reconnue pour sa position stratégique sur le marché des gigafactories du numérique et des usines à IA, l'entreprise fait face à plusieurs défis structurels, notamment liés à son développement rapide et exponentiel, à son introduction en bourse et à son modèle économique qui exige des investissements constants et très importants pour maintenir une offre de pointe, :
- forte dépendance à un nombre limité de clients, en particulier du géant Microsoft, qui représentait plus de 60 % de ses revenus en 2024 [50],[48],[49] alors que deux ans plus tôt, en 2022, son client le plus important ne comptait que pour 16 % de ses revenus. Cette concentration expose la société à des risques en cas de réduction de la demande de la part de ces acteurs majeurs ou s'ils décidaient de développer leurs propres infrastructures d'IA[51] ;

- endettement considérable : plus de 8 milliards de dollars de dette (bien qu'ayant réalisé 1,9 milliard de dollars de recettes lors de l'exercice 2024, la société a perdu 863 millions de dollars cette même année), avec par ailleurs des besoins constants en capitaux massifs pour l'acquisition continue de GPU de pointe si l'entreprise veut conserver son avance. Cette intensité capitalistique se traduit par des charges d'intérêts importantes, qui pourrait limiter sa flexibilité financière à long terme ;

- forte dépendance vis-à-vis de l'énergie électrique (ses 32 centres de données nécessitaient déjà plus de 260 MW d'énergie en 2024)[51] ;

- forte dépendance vis à vis d'un unique fournisseur (NVIDIA) qui a accordé à CoreWeave un accès prioritaire à ses puces pour son approvisionnement en GPU, ce qui la rend vulnérable à d'éventuelles perturbations de la chaîne d'approvisionnement ou à des changements de stratégie du fabricant. De plus, le marché des GPU évolue très rapidement, soulevant à court moyen ou long terme la question de l'obsolescence technologique des équipements et des stratégies vis à vis d'une possible émergence de l'ordinateur quantique.

Sur le plan de la transparence et de la gestion, CoreWeave a reconnu des faiblesses matérielles dans les contrôles internes de ses rapports financiers (version modifiée de son dossier S-1, obligatoire pour l'entrée en bourse), ce qui a pu soulever des inquiétudes concernant la fiabilité de ses données financières et de son reporting,.
Enfin, malgré un potentiel reconnu, la valorisation de CoreWeave est jugée très ou trop élevée par certains analystes. Ed Zitron (IA-sceptique, qui estime que le marché de l'IA se comporte comme une bulle spéculative) relève que l'entreprise en 2024 a continué à afficher des pertes d'exploitation importantes (-863 millions de dollars en 2024 et -314 641 $ au T1[Quoi ?] 2025),, suggérant que la rentabilité sur un temps plus long n'est pas encore établie, et que l'entreprise privilégie pour l'instant une stratégie d'expansion à fort risque, qui pourrait en faire une « bombe à retardement », notamment parce que Microsoft s'équipe de son côté en GPU (en ayant déjà 445 000 GPU en 2024 et en envisageant jusqu'à 1,8 million avant fin 2025),.